# Arnaud Vaissié
Arnaud Vaissié, né le 28 novembre 1954 à Paris, est le cofondateur et président-directeur général d’International SOS,. Il est également président de CCI France International,, qui regroupe 125 chambres de commerce et d’industrie françaises à l’international.

## Biographie

### Études et formation
Ancien élève du lycée Henri-IV, Arnaud Vaissié est diplômé de l’Institut d'études politiques de Paris.

### Carrière professionnelle
Arnaud Vaissié a commencé sa carrière professionnelle en France en tant que directeur financier pour Clou GMBH,. Il est ensuite nommé directeur général de Compass Inc. à San Francisco.
En 1985, il cofonde International SOS, avec le Dr. Pascal Rey-Herme.

### Autres mandats
Arnaud Vaissié a présidé la chambre de commerce française de Grande-Bretagne, puis a été nommé président du comité France-Singapour au Medef international. En 2004, il cofonde le think-tank français “le Cercle d'outre-Manche” avec Pascal Boris. Il est également membre du comité directeur de l’Institut Montaigne.
Il participe à la création du collège français bilingue de Londres (2011) et du Lycée International de Londres, Winston Churchill (2015) dont il est président du comité de gestion.

### Vie privée
Arnaud Vaissié vit à Paris, il est marié et a trois enfants.[réf. nécessaire]

### Distinctions
- Officier de l’ordre national du Mérite[5] (2013)
- Officier de la Légion d’honneur[19] (2022)